# Heinrich Wawra von Fernsee

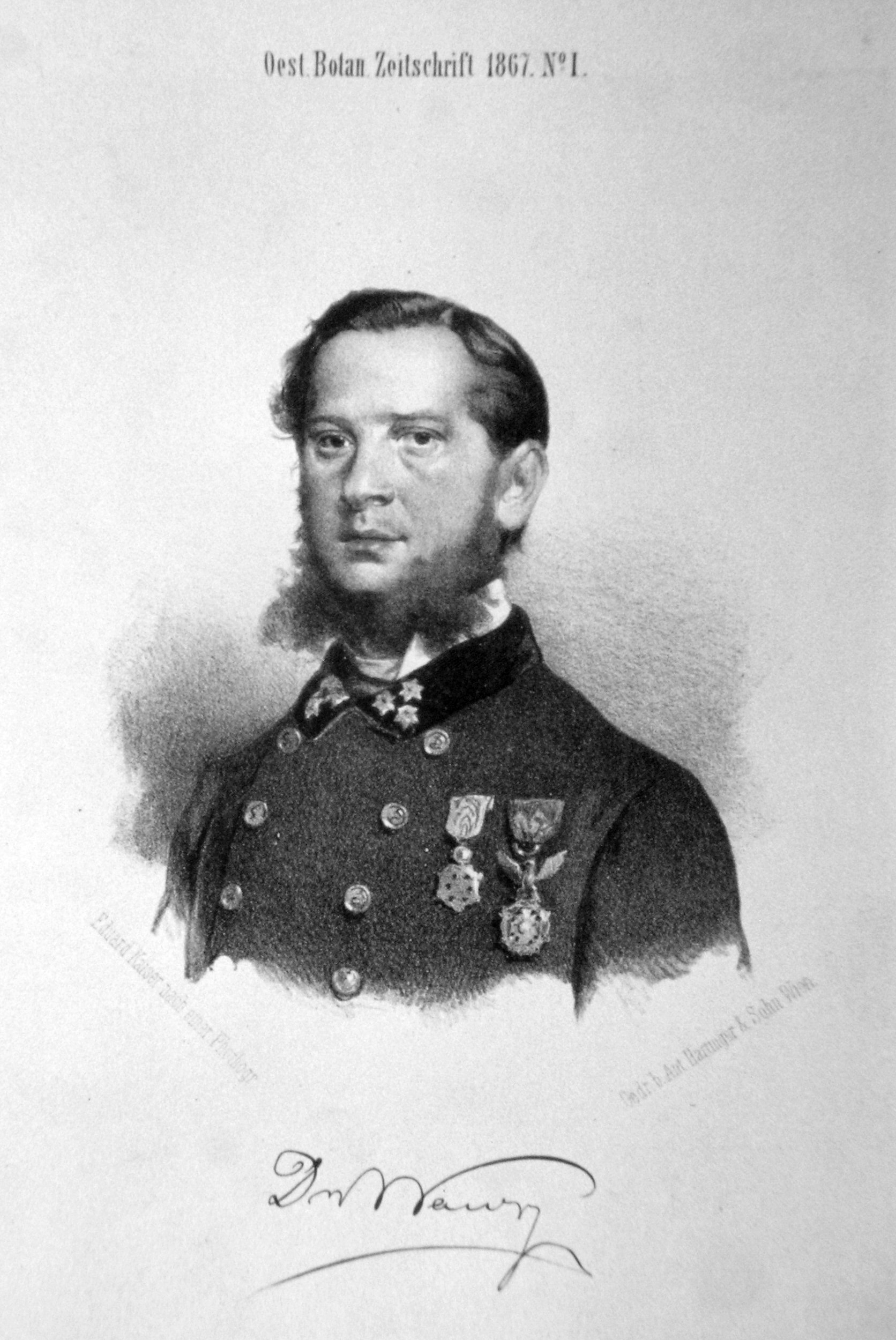
Heinrich Wawra Ritter von Fernsee, Lithographie von Eduard Kaiser, 1867

Heinrich Wawra Ritter von Fernsee (geboren als Jindřich Blažej Vávra; * 2. Februar 1831 in Brünn, Mähren; † 24. Mai 1887 in Baden bei Wien) war ein mährischer, k. k. österreichischer Schiffsarzt, Botaniker und Forscher. Sein offizielles botanisches Autorenkürzel lautet „Wawra“.

## Leben und Wirken
Heinrich Wawra war der jüngste von fünf Brüdern. Sein Vater war Müller von Beruf. Von 1849 bis 1855 studierte er Medizin und Botanik an der Universität Wien. Nach seinem Studienabschluss trat er am 6. Dezember 1855 in die k-u-k-Kriegsmarine ein, die unter dem Kommando von Erzherzog Ferdinand Maximilian von Österreich stand.
Von 1856 bis 1871 war er Schiffsarzt auf verschiedenen Schonern, Fregatten und Korvetten, auf denen er nach Gibraltar, Madeira, Teneriffa, Brasilien, Kap der Guten Hoffnung, Angola, Ascension, den Kapverdischen Inseln, Java, Singapur, Thailand, Vietnam, China, Japan, Hawaii, Südamerika, Neuseeland, Australien, Ceylon, Hongkong und Macau segelte.
Er begleitete 1864 Erzherzog Ferdinand Maximilian u. a. zu seiner Inthronisation als Kaiser von Mexiko und den  Prinzen Ludwig August von Sachsen-Coburg-Gotha zu seiner Eheschließung 1884 nach Brasilien.
Von 1872 bis 1873 unternahm er in Begleitung der Prinzen Ferdinand Philipp und Ludwig August von Sachsen-Coburg und Gotha seine erste Weltreise. Nach seinem Ausscheiden aus der Marine begleitete er von Mai bis August 1879 die Prinzen Ludwig August von Sachsen-Coburg und Gotha und seinen Bruder Prinz Ferdinand auf eine Reise nach Brasilien.

## Ehrungen
Seine Heimatstadt Brünn benannte nach Wawra die bisherige Straßengasse in Altbrünn (Staré Brno), dies wurde jedoch 1919 wieder rückgängig gemacht. Heute heißt diese einstige Silnická ulice „Hybešova“ (nach Josef Hybeš).
Nach Heinrich Wawra sind die Bromeliengattung Fernseea Baker, die Gattung Neowawraea Rock aus der Familie der Wolfsmilchgewächse (Euphorbiaceae) und die Gesnerienart Cyrtandra wawrae benannt.

## Werke (Auswahl)
- Botanische Ergebnisse der Reise Seiner Majestät des Kaisers von Mexico Maximilian I. nach Brasilien (1859-60). Auf allerhöchst dessen Anordnung beschrieben und hrsg. von Heinrich Wawra. Wien, C. Gerold’s Sohn, 1866.
- Itinera principum S. Coburgi : die botanische Ausbeute von den Reisen ihrer Hoheiten der Prinzen von Sachsen-Coburg-Gotha, I. Reise der Prinzen Philipp und August um die Welt (1872-1873), II. Reise der Prinzen August und Ferdinand nach Brasilien (1879) beschrieben von Heinrich Ritter Wawra v. Fernsee.
- Neue Pflanzenarten gesammelt auf der transatlantischen Expedition Sr. k. Hoheit des durchlauchtigsten Herrn Erzherzog Ferdinand Maximilian. von H. Wawra und Franz Maly, beschrieben von Dr. Heinrich Wawra.